# Наскальная живопись в регионе Хаиль
Наскальная живопись в регионе Хаиль (араб. الفنون الصخرية في منطقة حائل‎) — объект Всемирного наследия ЮНЕСКО, включающий в себя изображения на горах Умм-Синман, аль-Манджур и Раат.

## Месторасположение
Петроглифы расположены на северо-западе Королевства Саудовская Аравия в провинции Хаиль. Они представляют собой изображения людей и животных. Они были созданы около десяти тысяч лет назад. 
Петроглифы в регионе Хаиль были включены в Список объектов Всемирного наследия в 2015 году на 39-й сессии Комитета Всемирного наследия ЮНЕСКО, состоявшейся в городе Бонн (Германия).

## Галерея

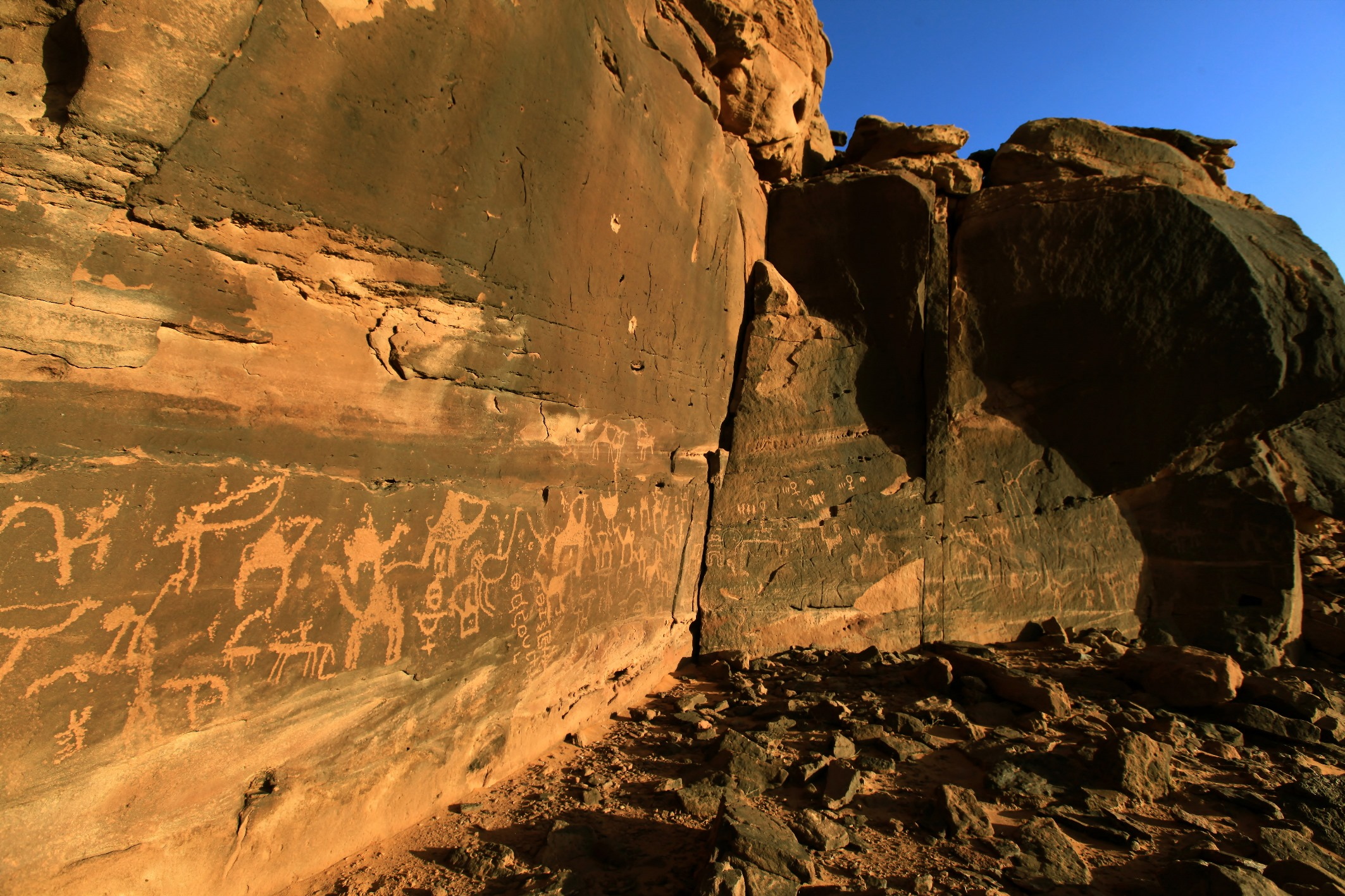
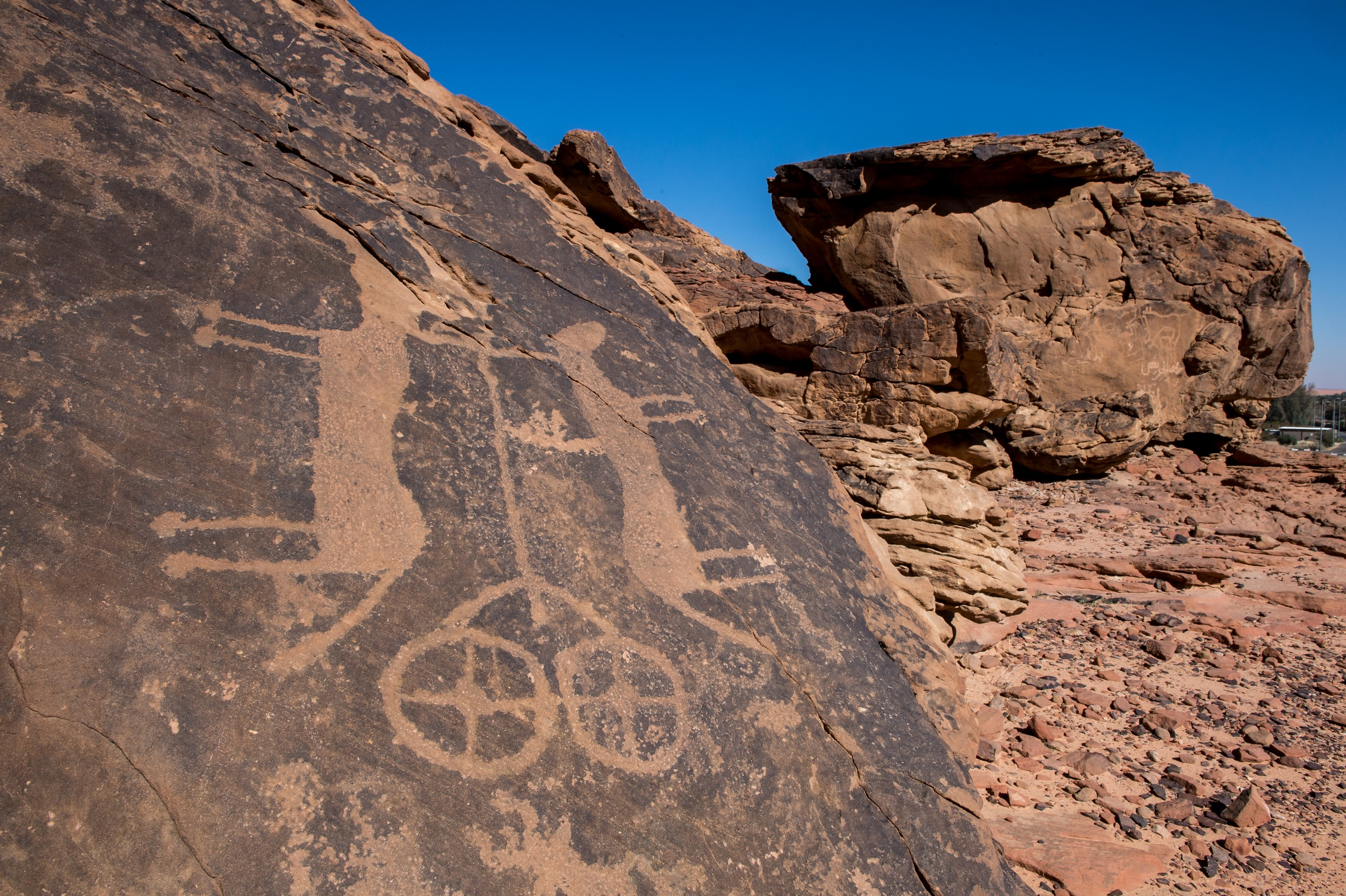
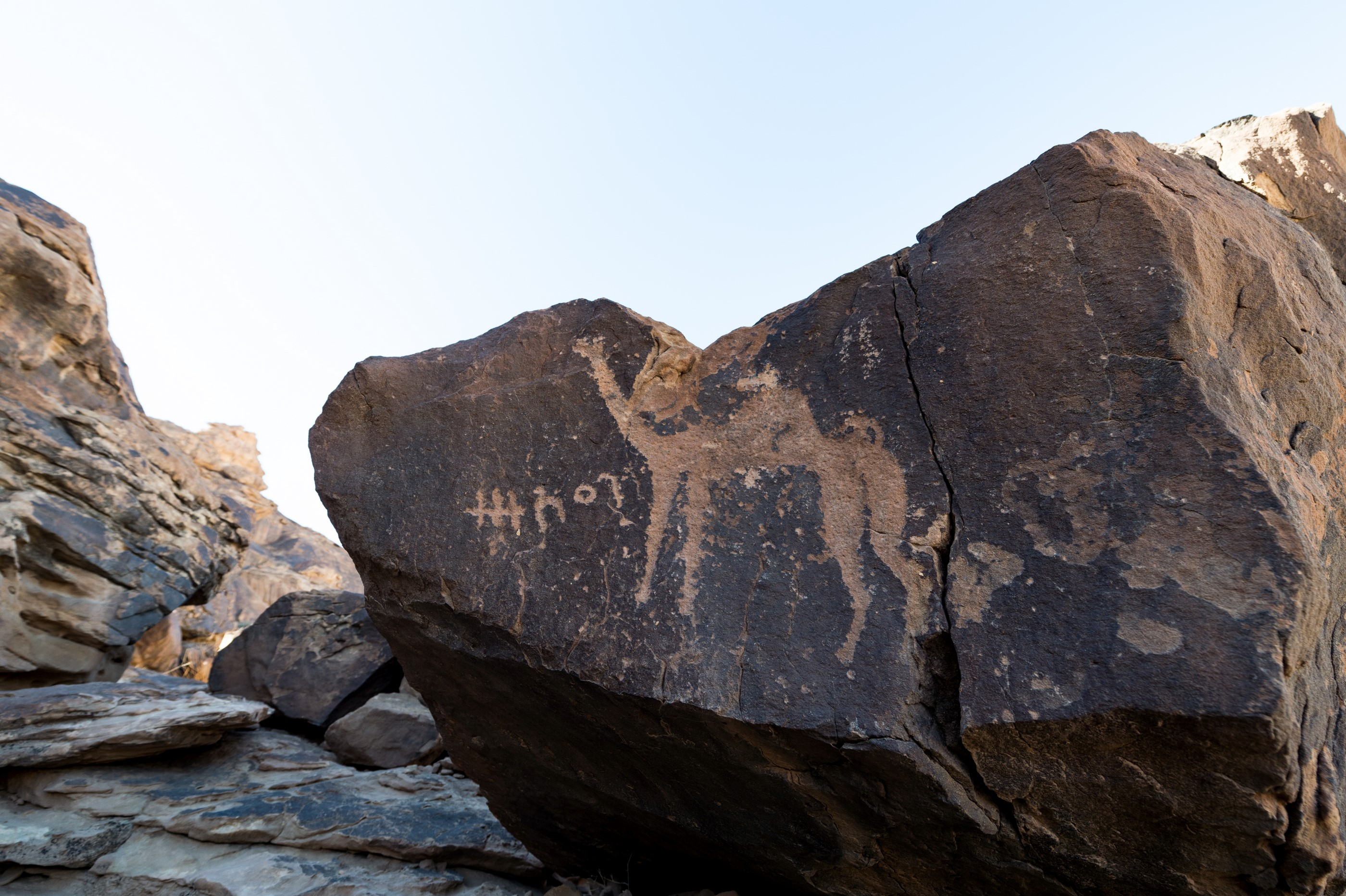
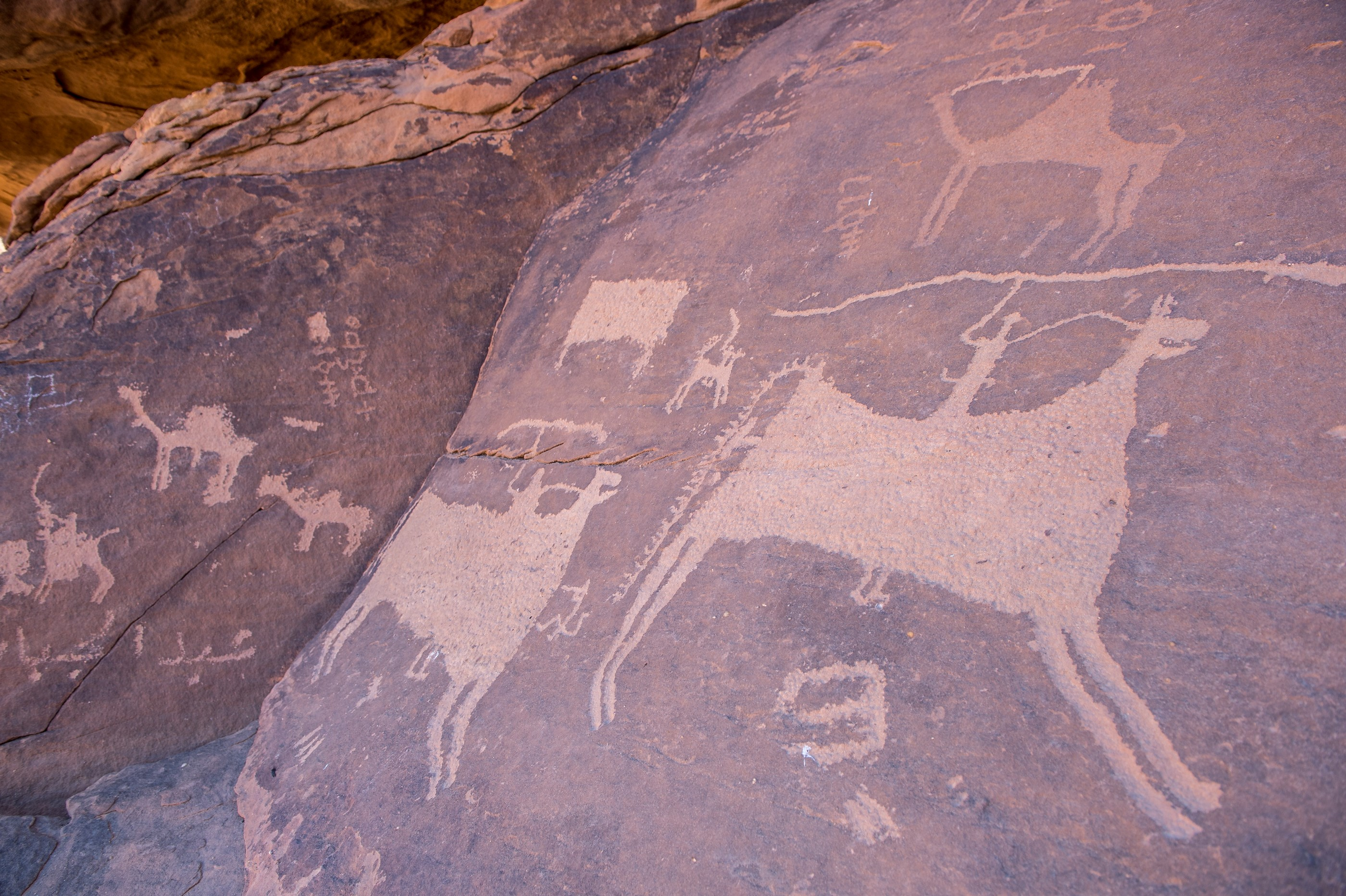